# Träd, Gräs och Stenar
Träd, Gräs och Stenar är ett svenskt rockband bildat 1969. Gruppen räknades till proggrörelsen, men saknade den tydliga politiska inriktning som kännetecknade delar av denna rörelse. Progressiv rock med lite politisk ton var det gruppen sysslade mest med under 1970-talet.

## Historia

### Pärson Sound, International Harvester och Harvester
Under sommaren 1967 bildades bandet Pärson Sound, bestående av Bo Anders Persson (gitarr), Thomas Tidholm (sång, saxofon och flöjt), Arne Ericsson (elcello), Urban Yman (elfiol), Torbjörn Abelli (elbas) och Thomas Mera Gartz (trummor). Gruppen, som spelade en experimentell, psykedelisk musik, släppte aldrig någon skiva, men 2001 släpptes Pärson Sound (1967–68) som innehåller inspelningar av gruppen gjorda mellan 1967 och 1968. Gruppen bytte i augusti 1968 namn till International Harvester och senare samma år släpptes deras debutalbum Sov gott Rose-Marie. Gruppens namn förkortades till endast Harvester under vilket namn de släppte skivan Hemåt 1969.

### Träd, Gräs och Stenar
Efter en ombildning av bandet sommaren 1969 tog de namnet Träd, Gräs och Stenar. De bestod då av Bo Anders Persson, Torbjörn Abelli, Arne Ericsson och Thomas Mera Gartz. 1970 släpptes deras självbetitlade album Träd, Gräs och Stenar, ibland kallad "den gröna", som bland annat innehöll två covers, en på Bob Dylans låt All Along the Watchtower (en låt som även Jimi Hendrix gjort en känd cover på två år tidigare) samt en cover på Rolling Stones hitlåt (I Can't Get No) Satisfaction.
Sommaren 1972 upplöstes bandet men återförenades vid flera tillfällen, till exempel 1980–81 under namnet T GåS. Från 1995–2008 turnerade Träd Gräs och Stenar regelbundet med samma medlemmar som 1972 (Bo Anders Persson, Jakob Sjöholm, Torbjörn Abelli och Thomas Mera Gartz). Från 2003 har Träd Gräs och Stenar spelat även utanför Skandinavien – både i Europa, Ryssland, USA och Japan. Bo Anders Persson lämnade gruppen 2008 och ersattes av Reine Fiske från Dungen. Persson medverkar dock på alla spår utom ett på 2009 års album Hemlösa katter. Basisten Torbjörn Abelli avled 2010. Ny basist är Sigge Krantz. Trumslagaren Thomas Mera Gartz avled hastigt 2012. Ny trumslagare är Nils Törnqvist.

## Medlemmar
Nuvarande medlemmar
- Jakob Sjöholm – gitarr, sång (1970–1972, 1980–1981, 1995– )
- Reine Fiske – gitarr, sång (2008– )
- Nisse Törnqvist – trummor, sång (2012– )
- Sigge Krantz – basgitarr, sång (2010– )

Tidigare medlemmar
- Thomas Mera Gartz – trummor, sång (1969–1972, 1980–1981, 1995–2012; död 2012)
- Bo Anders Persson – gitarr, sång (1969–1972, 1980–1981, 1995–2008)
- Torbjörn Abelli – basgitarr (1969–1972, 1980–1981, 1995–2010; död 2010)
- Arne Ericsson – Hohner Clavinet, cello (1969–1972, 1980–1981)

## Diskografi

### Som International Harvester
- 1968 – Sov gott Rose-Marie

### Som Harvester
- 1969 – Hemåt

### Som Träd, Gräs och Stenar
- 1970 – Träd, Gräs och Stenar
- 1971 – Djungelns lag (livealbum)
- 1972 – Rock för kropp och själ
- 1972 – Mors Mors (livealbum)
- 1996 – Gärdet 12.6.1970
- 2002 – Ajn Schvajn Draj
- 2003 – Live 1972
- 2007 – Live – Från Möja till Minneapolis (DVD)
- 2009 – Hemlösa katter
- 2017 – Tack för kaffet

### Som Pärson Sound
- 2001 – Pärson Sound (1967–68)